# Einwölbung

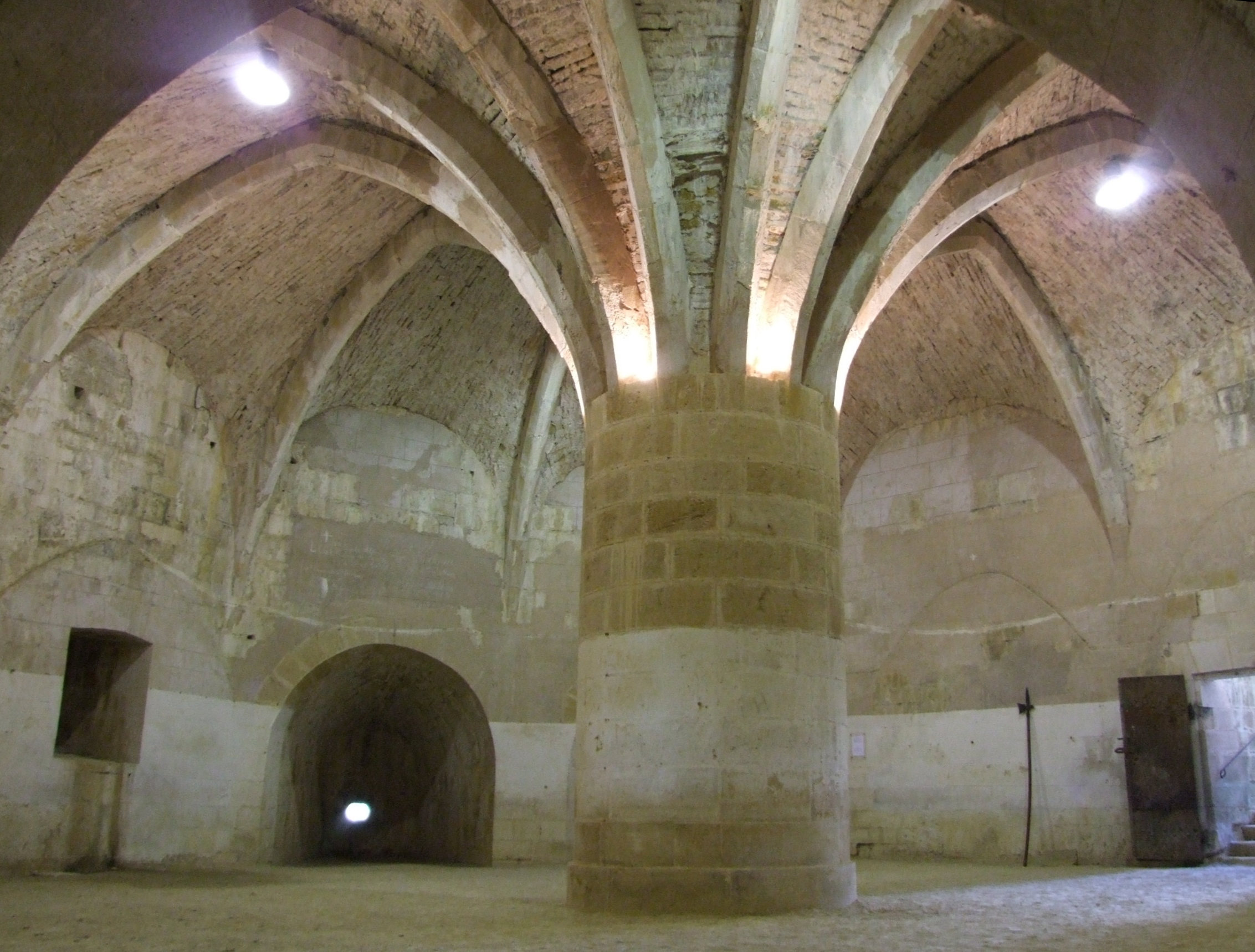
Gewölbe im Befestigungsturm Tour de Navarre (um 1515) der Stadt Langres in Frankreich, um die Mittelsäule in Ringen gemauert, außerhalb der Scheitel der Gurtbögen auf Kuff

Als Einwölbung wird in der Architektur und speziell bei Sakralbauten das Überdecken eines Raumes durch steinerne Gewölbe bezeichnet. Oft musste bei Bauwerken mit zu schwachen Widerlagern erst einmal die mittragende Dachkonstruktion fertiggestellt werden, damit die Wände den Horizontalkräften aus dem Gewölbeschub standhalten konnten.
Bei der Technik der Wölbung mit Mauerwerk wurden Tonnengewölbe in der Regel auf einem Lehrgerüst oder einer Schalung gemauert oder gegossen. Dabei wurden unterschiedliche Einwölbungsweisen bzw. Mauerverbände angewendet. Gemauert wurde im Kufverband, Ringverband (Mollersche Wölbung) oder Schwalbenschwanzverband:
- Beim gängigen Kuffverband[1] oder Kufverband wurden die Ziegelschichten ähnlich zusammenfügt wie die Planken bei der Herstellung eines Fasses durch den Küfer. Bei Kreuzgewölben verlaufen die Steinlagen dadurch parallel zu den Scheitel der Viertelkalotten, und an den Diagonalen (bei Kreuzrippengewölben an den Rippen) ergibt sich jeweils eine Zickzacknaht. In Domikalgewölben können die Steinreihen steil von Gurt- und Schildbögen nach oben verlaufen.
- Eine Alternative zum Kuffverband stellte der Ringverband dar. Er wurde für Kuppeln und für Domikalgewölbe verwendet. Die Wölbung wurde etwa parallel zu den Höhenlinieg hochgeführt, der gekrümmte Verlauf der Steinreihen ermöglichte einen weitgehenden Verzicht auf eine Schalung.
- Eine Zwischenform bildet die Schwalbenschwanz-Mauerung. Die Zickzacknähte liegen an den Scheiteln der Viertelkalotten, die Diagonalrippen werden annähernd geradlinig gekreuzt.
- Für flache Kappengewölbe mit ihrem Segmentbogenprofil war der sogenannte Schwalbenschwanzverband üblich, bei dem  die Steinschichten von den Ecken ausgehend diagonal zur Wölbachse in Richtung Scheitel geführt wurden, wo sie sich verzahnten. Dieser Verband wurde freihändig auf einer Breitscheibe oder einem Eisenbogen gemauert.
- Die Abkehr vom quadratischen Grundriss der Gewölbefelder führte unter bestimmten Bedingungen zu krummen Diagonalen. In solchen Fällen blieb nur das freihändige Mauern übrig, bei dem die einzelnen Ziegelsteine bis zur Fertigstellung einer Schicht in ihrer Lage gehalten werden müssen.

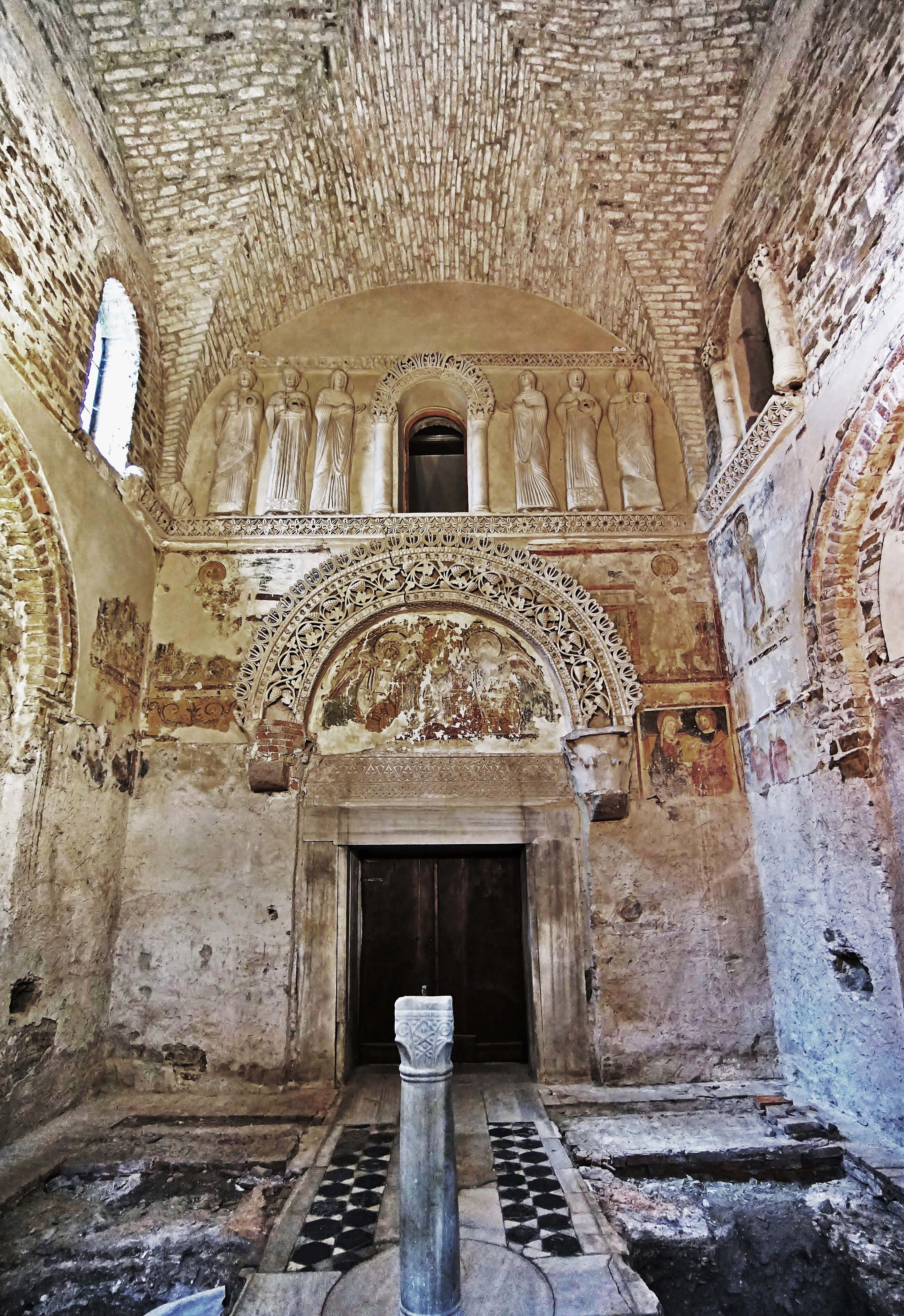
Tempietto Longobardo (8. Jh.) in Cividale del Friuli, Kreuzgratgewölbe in Kuffmauerung
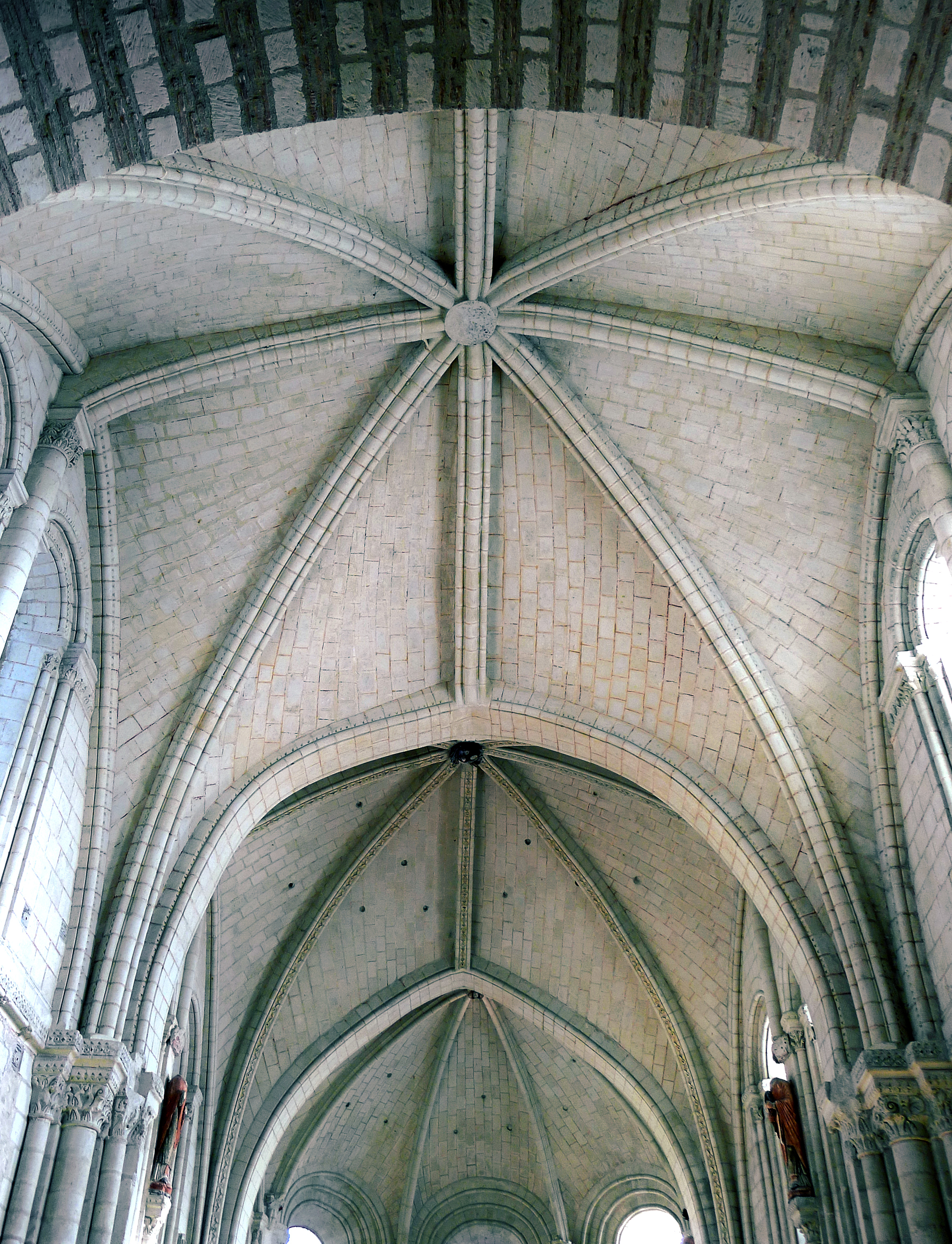
Chor (12. Jh.) der Kirche Saint-Martin in Angers, Kreuzrippengewölbe in Kuffmauerung
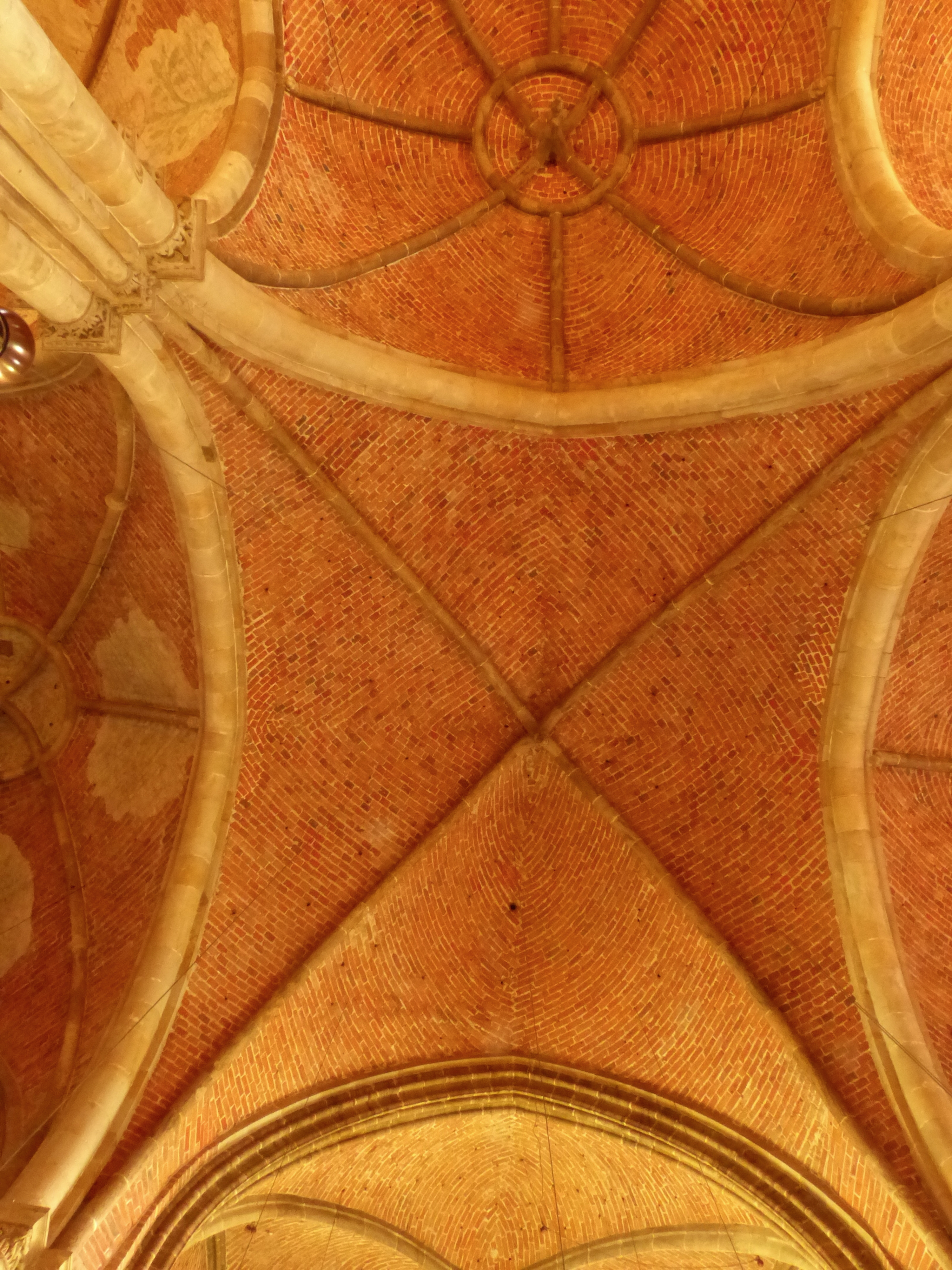
Liebfrauenkirche (Bremen), ab etwa 1220, achtrippiges Gewölbe weitgehend in Ringen gemauert, vierrippiges im Schwalbenschwanzverband

Lehrgerüste und Schalungen wurden erst nach dem Aushärten des Mörtels entfernt, weil sonst eine stärkere Absenkung der Einwölbung hingenommen werden musste. Die Mindestaushärtezeiten betragen bei heutigem Mörtel etwa acht Tage. Der im Mittelalter benutzte Luftkalkmörtel brauchte dagegen viel länger und machte Aushärtezeiten von zwei bis vier Monaten erforderlich.

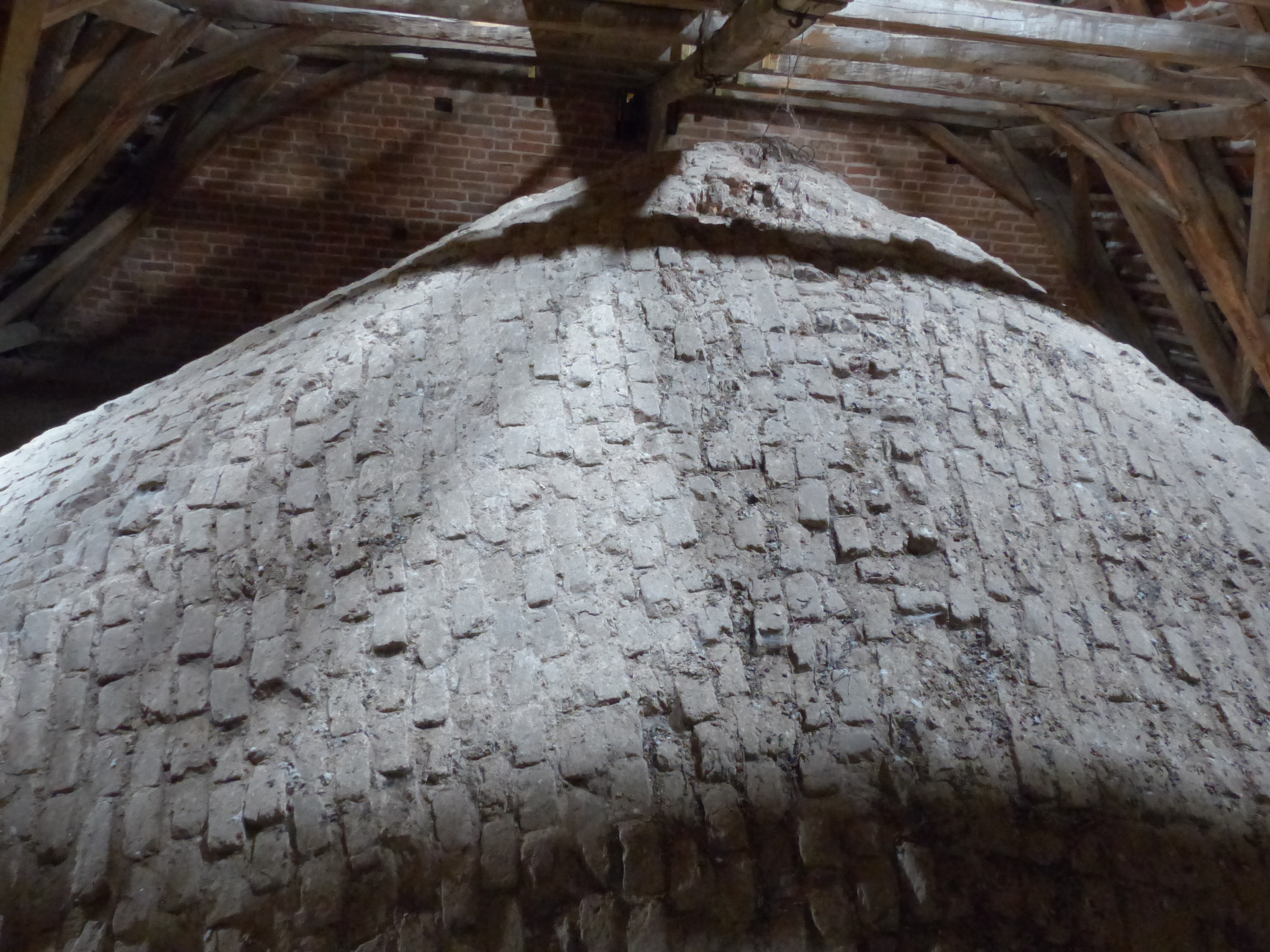
Kuffgemauertes Domikalgewölbe über dem Chor der Stiftskirche Bassum